# Aufídia (esposa de Livi Drus Claudià)
Aufídia, en llatí Aufidia o de vegades Alfídia (Alfidia), va ser una dama romana filla del magistrat romà Marc Aufidi Lurcó i d'una mare desconeguda, que va viure principalment al segle i aC. Era membre de la gens Aufídia, una família romana d'origen plebeu que va tenir importància al final de la República Romana i durant l'Imperi Romà, quan va passar a ser una família de rang consular. El seu pare era originari de Fundi.
Es va casar amb el futur pretor, Livi Drus Claudià. Van tenir almenys una filla Lívia Drusil·la (58 aC-29). El seu marit també va adoptar a Marc Livi Drus Libó, que va ser cònsol romà. Lívia Drusil·la es va convertir en la primera emperadriu romana en ser la tercera esposa del primer emperador, August. Aufídia seria l'àvia materna de l'emperador romà Tiberi Claudi Neró i del general romà Drus el Vell. Els emperadors romans Calígula, Claudi i Neró eren els seus descendents directes.